# Tehkummah
Tehkummah es un municipio canadiense situado en la provincia de Ontario.

## Superficie
Tehkummah tiene una superficie de 131,7 km².

## Demografía
En 2021, tenía 450 habitantes, una densidad poblacional de 3,4 hab./km², y 368 viviendas.